# Франсоа Бозизе
Франсоа Бозизе (фр. François Bozizé; Муила, 14. октобар 1946) је политичар и бивши председник Централноафричке Републике од 2003. до 2013. године.

## Биографија
Рођен је 1946. године у месту Муила, данашњи Габон, у народу Гбаје. Завршио је факултет за официре у централноафричкој провинцији Буар. До 1969. је постао виши поручник, а 1975. капетан. Цар Жан-Бедел Бокаса га је 1978. унапредио у чин бригадног генерала, јер је истукао француског неопуномоћеног официра, који се није прикладно односио према Бокаси. Након што је Бокаса срушен с власти 1979, Бозизе је у Даковој влади постао министар одбране. У наредној влади Колингбе, био је министар за информације.
Био је учесник пропалог пуча Анж-Феликса Патасе 1982., па је побегао из земље са још 100 официра. Током егзила је боравио у Француској Био је ухапшен у Бенину 1989. и затворен. Осуђен је због учешћа у пучу, али је помилован 24. септембра 1991. и пуштен 1. децембра После тога се вратио у Француску и тамо живео још две године.
Током распада Источног блока, на владу Централноафричке Републике вршен је притисак да покрене демократизацију политичке климе у земљи. У међувремену је Патасе 1993. године победио на председничким изборима. Бозизе се вратио у ЦАР и остао Патасин поборник, а овај га је унапредио у шефа оружаних снага.
Након покушаја пуча 2001., Патасе је постао неповерљив према Бозизеу и сменио га с функције шефа оружаних снага. Бозизе је касније успешно измакао његовим снагама и побегао у Чад Од тамо је наставио да командује побуњеницима у борби против Патасиних снага.
Бозизеове трупе освојиле су главни град Банги 15. марта 2003, што је означило његову победу у рату. Патасе је отишао у егзил у Камерун, а затим у Того. Бозизе је изабран за председника тек на изборима 2005, а поново је победио и 2011. године.

### Сукоб 2012-'13.
Крајем 2012. године, побуњеничка коалиција под именом Селека покренула је рат против Бозизеове владе. Бозизе је замолио Французе за помоћ у сламању побуне, али су га одбили. Примирје је потписано 11. јануара 2013, а Бозизе је пристао да на место премијера постави опозиционара Николаса Тјангаја.
Међутим, побуњеници су се поновно дигли на оружје 22. марта 2013, оптужујући Бозизеа да је прекршио услове мировног споразума. Побуњеничке снаге су 24. марта 2013. продрле у главни град и заузеле главне институције, укључујући и председничку палату. Бозизе и његова породица склонили су се у суседни ДР Конго, након чега им је дозвољен привремени азил у Јаундеу, главном граду Камеруна.